# Kanton Le Quesnoy-Est
Kanton Le Quesnoy-Est (francouzsky Canton du Quesnoy-Est) je francouzský kanton v departementu Nord v regionu Nord-Pas-de-Calais. Tvoří ho 15 obcí.

## Obce kantonu
- Beaudignies
- Englefontaine
- Ghissignies
- Hecq
- Jolimetz
- Locquignol
- Louvignies-Quesnoy
- Neuville-en-Avesnois
- Poix-du-Nord
- Potelle
- Le Quesnoy (východní část)
- Raucourt-au-Bois
- Ruesnes
- Salesches
- Vendegies-au-Bois